# Nela Schmitz
Nela Schmitz (* 3. Juni 1985 in Vorwerk, Niedersachsen) ist eine deutsche Schauspielerin.

## Leben
Nela Schmitz stand im Alter von drei Jahren erstmals auf einer kleinen Bühne. Während ihrer Ausbildung von 2006 bis 2009 an der Schule für Schauspiel Hamburg spielte sie die Rolle der Pippi Langstrumpf. Im Jahr 2010 absolvierte sie an der Bernard Hiller Acting Academy in Los Angeles und nahm an den Workshops Energizing the Actor und Acting as a business bei Greta Amend teil.
Sie spielte seit 2008 an der Komödie Winterhuder Fährhaus, der Freilichtbühne Lübeck, am Thalia-Theater, am Theater Hameln, am Theater Neumünster und am Altonaer Theater. Von Februar bis Dezember 2012 spielte sie die Rolle der Bente in der Telenovela Rote Rosen. Wie in der Fernsehrolle war sie zu diesem Zeitpunkt ebenfalls schwanger. 2014 folgte ein Gastauftritt (Folge 1825–1829).
Nela Schmitz lebt in Berlin.

## Filmografie (Auswahl)
Kurzfilme
- 2009:	Tatort nach dem Leben (alternativ, Tatort – Das Leben danach) – Regie: Dirk Ryndycz
- 2010:	Team Dinner – Liebst Du Deinen Job? – Regie: Aurel Bantzer
- 2010:	California Oranges – Regie: Daniel Lucchesi
- 2010:	Gemeinsam einsam – Regie: Anton Schleiter
- 2011:	Wendland Shorts – Regie: Jan Georg Schütte

Fernsehen
- 2009: Die Treuhänderin – Regie: Horst Königstein
- 2012, 2014: Rote Rosen (Fernsehserie, Folge 1202–1398 und 1825–1829)
- 2019: Beck is back! – Ein Herz für Lilly

## Theater
- 2008:	Pippi Langstrumpf (Theaterstück nach den gleichnamigen Kinderbüchern Pippi Langstrumpf von Astrid Lindgren)
- 2008:	Amphytrion 38
- 2009:	Radio Rhapsodie (von Anja Hilling)
- 2010:	Die Abenteuer des kleinen Wickingers
- 2011: Die Vermessung der Welt (Theaterstück nach dem gleichnamigen Roman Die Vermessung der Welt von Daniel Kehlmann)

## Sprecherin
- 2009:	Supple (Computerspiel)[5]